# José Ignacio Castillo
José Ignacio Castillo (ur. 4 listopada 1975 w Buenos Aires) – argentyński piłkarz występujący na pozycji napastnika. Obecnie gra w Bari.

## Kariera klubowa
José Ignacio Castillo piłkarską karierę rozpoczął w argentyńskim klubie Independiente de Tandil. Występował w nim do 2001, kiedy to przeprowadził się do Włoch i został zawodnikiem Brindisi. Spędził tam tylko jeden sezon, po czym przez taki sam okres grał kolejno w Nardò oraz Vigor Lamezia. W 2004 Castillo przeniósł się do Gallipoli Calcio, z którym w sezonie 2004/2005 awansował do czwartej ligi. Wówczas udało mu się uzyskać włoski paszport, dzięki czemu mógł rozpocząć zawodową karierę w zespole występującym w wyższej lidze. Sezon 2006/2007 piłkarz spędził na wypożyczeniu w drugoligowym Frosinone Calcio. W 30 spotkaniach Serie B Castillo strzelił 5 goli.
Latem 2007 Castillo przeszedł do Pisy Calcio, z którą również występował w rozgrywkach Serie B. Pisa w końcowej tabeli zajęła szóstą pozycję i przegrała półfinałowy baraż o awans do Serie A z US Lecce. Castillo w 40 ligowych pojedynkach zdobył 21 goli, co dało mu szóste miejsce w klasyfikacji najlepszych strzelców rozgrywek. Był jednak najlepszym strzelcem swojej drużyny, a następni Alessio Cerci i Wital Kutuzau mieli po 10 trafień.
W sierpniu 2008 Argentyńczyk przeniósł się do beniaminka Serie A – Lecce. W pierwszej lidze zadebiutował 31 sierpnia w przegranym 0:3 spotkaniu z Torino FC. W sezonie 2008/2009 Castillo strzelił łącznie 7 goli. Zdobywał bramki w meczach ligowych kolejno z takimi rywalami jak Chievo, Cagliari Calcio, Calcio Catania, ACF Fiorentina, Torino FC, Siena i Juventus F.C. Lecce w końcowej tabeli Serie A zajęło jednak ostatnie miejsce i spadło do drugiej ligi.
20 lipca 2009 Castillo podpisał kontrakt z Fiorentiną, działacze której zapłacili za transfer 900 tysięcy euro. W nowym klubie Argentyńczyk jest rezerwowym dla Adriana Mutu, Alberto Gilardino i Stevana Jovetica. Pierwszego gola zdobył 10 stycznia 2010 zapewniając Fiorentinie zwycięstwo 2:1 z Bari. 15 stycznia 2010 Castillo odszedł właśnie do Bari.